# جان هوارد سبييجلي
جان هوارد سبييجلي (بالإنجليزية: Jean Speegle Howard)‏ هي ممثلة أمريكية، ولدت في 31 يناير 1927 في الولايات المتحدة، وتوفيت في 2 سبتمبر 2000 بلوس أنجلوس في الولايات المتحدة.

## أعمال

### أفلام
- (1995) أبولو 13[6][7][8]
- (1996) ماتيلدا[9]

## وصلات خارجية
- جان هوارد سبييجلي على موقع IMDb (الإنجليزية)
- جان هوارد سبييجلي على موقع قاعدة بيانات الفيلم (الإنجليزية)